# جوزيف ولز
جوزيف ولز (بالإنجليزية: Joseph Wells)‏ (14 يوليو 1828 في المملكة المتحدة - 14 أكتوبر 1910 في المملكة المتحدة) هو لاعب كريكت بريطاني (وحمل سابقاً جنسية المملكة المتحدة لبريطانيا العظمى وأيرلندا) في مركز batter ‏.

## وصلات خارجية
- جوزيف ولز على موقع إي آس بي آن كريك إنفو (الإنجليزية)